# Добрият ангел на смъртта
„Добрият ангел на смъртта“ (на руски „Добрый ангел смерти“) е роман от световноизвестния съвременен украински писател Андрей Курков, написан през 1997 г. На български е преведен от известната преводачка Светлана Комогорова – Комата. Книгите на Курков могат да бъдат описани като криминалета, замесени с много психология и философия. Във всички негови романи героят е самотен обикновен човек, който се забърква с бандити.

## Сюжет
Внимание:  Текстът по-долу разкрива сюжета на произведението (или части от него)!
Романът „Добрият ангел на смъртта“ се възприема от критиката като имитация на световноизвестния бестселър на Дан Браун „Шифърът на Леонардо“ и е наричан „Кодът на Шевченко“. Истината обаче е, че когато Курков пише своето произведение през 1997 г. никой не е чувал за Браун.
Главният герой Николай Сотников се нанася в нова квартира, където намира останали вещи от предишния собственик на апартамента. Сред тях са няколко книги, в полетата на които има написани някакви бележки. Той започва да издирва предшественика си. Търсейки го, той се запознава с негови приятели и научава, че той е намерил смъртта си при мистериозни обстоятелства от ръката на непознат човек. Достига до важна и опасна информация, която води до документи, скрити в гроба на мъртвеца под главата му.
Героят прави среднощни разходки в гробище, за да открие документите, които отвеждат към други документи, заровени някъде. Междувременно се оказва, че склад за бебешки храни всъщност е прикритие на склад за наркотици. Животът му е напрегнат, опасностите го дебнат отвсякъде, а любопитството го отвежда до брега на Каспийско море. Пясъците на казахстанската пустиня обаче ще променят живота му из основи...

## Други книги от поредицата
- „Смъртта на непознатия“ (2007) – превод Иван Василев
- „Законът на охлюва“ (2007) – превод Елена Пейчева
- „Последната любов на президента“ (2007) – превод Здравка Петрова